# Gaminda
Der Gaminda ist ein linker Nebenfluss des Sokoto in Nigeria.

## Verlauf
Der Fluss hat seine Quellen im Westen des Bundesstaats Zamfara, etwa 30 km südlich von Talata Mafara. Er fließt nach Nordwesten. Dabei durchquert er den Bundesstaat Sokoto. Der Gaminda mündet bei Bubuche in den Sokoto.

## Hydrometrie
Die Abflussmenge des Gaminda wurde an der Mündung gemessen (in m³/s).